# Phillipsyt
Phillipsyt (Filipsyt) – minerał z gromady krzemianów, zaliczany do grupy zeolitów. Należy do grupy minerałów pospolitych, szeroko rozpowszechnionych.
Nazwa pochodzi od nazwiska angielskiego mineraloga W. Phillipsa. Minerał znany od 1825 r. – phillipsyt-K; (phillipsyt-Na od 1998 r.; phillipsyt-Ca od 1998 r.)

## Właściwości[1]
- Wzór chemiczny: (KNaCa
0.5Ba
0.5)
x[Al
xSi
16−xO
32]·12H
2O[2] – uwodniony glinokrzemian alkaliczno-ziemny o zmiennym składzie
- Układ krystalograficzny: jednoskośny
- Twardość: 4,45 w skali Mohsa
- Gęstość: 2,20 g/cm³
- Rysa: biała
- Barwa: bezbarwny, biały, szary, żółtawy, czerwonawy
- Przełam: nierówny, muszlowy
- Połysk: szklisty
- Łupliwość: wyraźna, dwukierunkowa

Zazwyczaj tworzy kryształy o pokroju tabliczkowym, słupkowym igiełkowym. Bardzo rzadko tworzy pojedyncze kryształy, niemal zawsze występują zbliźniaczenia – naśladujące symetrię rombową, tetragonalną lub regularną (przyjmuje postacie pseudorombowe, pseudoregularne, czasami skomplikowane – krzyżowe). Kryształy najczęściej narosłe występują też w formie szczotek krystalicznych.
Występuje w skupieniach ziarnistych, kulistych, groniastych, sferolitycznych, kulistych, promienistych, włóknistych. Tworzy roztwór stały (kryształy mieszane) z harmotomem. Jest kruchy i przezroczysty. Współwystępuje z chabazytem, harmotomem, natrolitem, analcymem.

## Występowanie
W pustkach, po pęcherzach gazowych, w skałach bazaltowych; w jeziorach słonych i osadach głębokomorskich – tworzy konkrecje na dnie O. Spokojnego.
Miejsca występowania: Niemcy, Czechy, Irlandia, Islandia, Włochy, USA – Hawaje, Kalifornia.
W Polsce – stwierdzono jego występowanie na Dolnym Śląsku.